# Neuseeländische Frauen-Cricket-Nationalmannschaft in Australien in der Saison 2018/19
Die Tour der neuseeländischen Cricket-Nationalmannschaft nach Australien in der Saison 2018/19 fand in zwei Abschnitten statt. Vom 29. September bis zum 5. Oktober 2018 wurden drei WTwenty20s ausgetragen, vom 22. Februar bis zum 3. März 2019 drei WODIs. Die internationale Cricket-Tour war Bestandteil der Internationalen Cricket-Saison 2018/19. Australien gewann beide Serien mit 3–0.

## Vorgeschichte
Für beide Mannschaften war es die erste Tour der Saison. Das letzte Aufeinandertreffen der beiden Mannschaften bei einer Tour fand in der Saison 2016/17 in Neuseeland statt.

## Stadien
Die folgenden Stadien wurden für die Tour als Austragungsort vorgesehen.
| Stadion            | Stadt     | Kapazität | Spiele  |
| ------------------ | --------- | --------- | ------- |
| Karen Rolton Oval  | Adelaide  | 5.000     | 2. WODI |
| Allan Border Field | Brisbane  | 2.500     | 2. WT20 |
| Manuka Oval        | Canberra  | 12.000    | 3. WT20 |
| Junction Oval      | Melbourne | 7.000     | 3. WODI |
| WACA Ground        | Perth     | 20.000    | 1. WODI |
| North Sydney Oval  | Sydney    | 16.500    | 1. WT20 |

## Kaderlisten
Australien benannte seinen WTwenty20-Kader am 12. September 2018 und ihren WODI-Kader am 12. Februar 2019.
Neuseeland benannte seinen WTwenty20-Kader am 12. September 2018.
| WODI | WODI | WTwenty20 | WTwenty20 |
| Australien | Neuseeland | Australien | Neuseeland |
| --- | --- | --- | --- |
| - Meg Lanning (K) - Nicola Carey - Lauren Cheatle - Ashleigh Gardner - Rachael Haynes - Alyssa Healy - Jess Jonassen - Delissa Kimmince - Sophie Molineux - Beth Mooney - Ellyse Perry - Megan Schutt - Elyse Villani - Georgia Wareham | - Amy Satterthwaite (K) - Suzie Bates - Sophie Devine - Lauren Down - Maddy Green - Hayley Jensen - Leigh Kasperek - Amelia Kerr - Rosemary Mair - Katey Martin - Katie Perkins - Anna Peterson - Hannah Rowe - Lea Tahuhu | - Meg Lanning (K) - Rachael Haynes (VK) - Nicola Carey - Ashleigh Gardner - Alyssa Healy - Delissa Kimmince - Sophie Molineux - Beth Mooney - Ellyse Perry - Megan Schutt - Elyse Villani - Tayla Vlaeminck - Georgia Wareham | - Amy Satterthwaite (K) - Suzie Bates - Bernadine Bezuidenhout - Sophie Devine - Kate Ebrahim - Maddy Green - Holly Huddleston - Hayley Jensen - Leigh Kasperek - Amelia Kerr - Katey Martin - Lea Tahuhu - Jess Watkin |

## Tour Matches
| 27. September Scorecard | Sydney (MO) | Cricket Australia Women’s XI 124-5 (20) | – | Australien 125-1 (13) |
|                         |             | Australien gewinnt mit 9 Wickets        |   |                       |

| 27. September Scorecard | Sydney (MO) | Cricket Australia Women’s XI 149-9 (20) | – | Neuseeland 152-5 (19.1) |
|                         |             | Neuseeland gewinnt mit 5 Wickets        |   |                         |

| 28. Februar Scorecard | Drummoyne | Neuseeland 323-7 (50)           | – | Governor General’s XI 157 (38.2) |
|                       |           | Neuseeland gewinnt mit 166 Runs |   |                                  |

## Women’s Twenty20 Internationals

### Erstes WTwenty20 in Sydney
| 29. September Scorecard | Sydney (NSO) | Neuseeland 162-5 (20)            | – | Australien 164-4 (17.4) |
|                         |              | Australien gewinnt mit 6 Wickets |   |                         |

Australien gewann den Münzwurf und entschied sich als Feldmannschaft zu beginnen. Als Spielerin des Spiels wurde Rachael Haynes ausgezeichnet.

### Zweites WTwenty20 in Brisbane
| 1. Oktober Scorecard | Brisbane (ABF) | Neuseeland 145-8 (20)            | – | Australien 149-4 (18.5) |
|                      |                | Australien gewinnt mit 6 Wickets |   |                         |

Australien gewann den Münzwurf und entschied sich als Feldmannschaft zu beginnen. Als Spielerin des Spiels wurde Megan Schutt ausgezeichnet.

### Drittes WTwenty20 in Canberra
| 5. Oktober Scorecard | Canberra | Neuseeland 103 (19)              | – | Australien 105-1 (12.3) |
|                      |          | Australien gewinnt mit 9 Wickets |   |                         |

Australien gewann den Münzwurf und entschied sich als Feldmannschaft zu beginnen. Als Spielerin des Spiels wurde Ellyse Perry ausgezeichnet.

## Women’s One-Day Internationals

### Erstes WODI in Perth
| 22. Februar Scorecard | Perth (WACA) | Australien 241 (49.4)         | – | Neuseeland 236-9 (50) |
|                       |              | Australien gewinnt mit 5 Runs |   |                       |

Neuseeland gewann den Münzwurf und entschied sich als Feldmannschaft zu beginnen. Als Spielerin des Spiels wurde Jess Jonassen ausgezeichnet.

### Zweites WODI in Adelaide
| 24. Februar Scorecard | Adelaide (KRO) | Australien 247-7 (50)          | – | Neuseeland 152 (37.5) |
|                       |                | Australien gewinnt mit 95 Runs |   |                       |

Neuseeland gewann den Münzwurf und entschied sich als Feldmannschaft zu beginnen. Als Spielerin des Spiels wurde Ellyse Perry ausgezeichnet.

### Drittes WODI in Melbourne
| 3. März Scorecard | Melbourne (JO) | Neuseeland 231-8 (50)            | – | Australien 233-3 (47.5) |
|                   |                | Australien gewinnt mit 7 Wickets |   |                         |

Neuseeland gewann den Münzwurf und entschied sich als Schlagmannschaft zu beginnen. Als Spielerin des Spiels wurde Ashleigh Gardner ausgezeichnet.

## Auszeichnungen

### Player of the Series
Als Player of the Series wurden der folgende Spieler ausgezeichnet.
| Serie | Player of the Series |
| ----- | -------------------- |
| WODI  | –                    |
| WT20  | Alyssa Healy         |

### Player of the Match
Als Player of the Match wurden die folgenden Spielerinnen ausgezeichnet.
| Spiel   | Player of the Match |
| ------- | ------------------- |
| 1. WODI | Jess Jonassen       |
| 2. WODI | Ellyse Perry        |
| 3. WODI | Ashleigh Gardner    |
| 1. WT20 | Rachael Haynes      |
| 2. WT20 | Megan Schutt        |
| 3. WT20 | Ellyse Perry        |